# Junko Kudō
Junko Kudo, alias Junko, Junko Bashment, ou Dancehall Queen Junko, est une danseuse professionnelle et productrice japonaise spécialisée dans la danse reggae, connue dans le milieu international du spectacle reggae comme la première "Dancehall Queen" étrangère.

## Biographie
Sous le surnom de Junko Bashment, elle est à 24 ans la première non-jamaïcaine à remporter en avril 2002 à Montego Bay en Jamaïque le concours officiel de danse féminine de musique "dancehall" et son prix de 50 000 $, et à porter en conséquence le titre de "Dancehall Queen", après deux ans de pratique et une formation en ballet classique. Elle a ouvert une porte dans ce concours qui depuis sa victoire reçoit des danseuses du monde entier. Désormais connue dans le milieu reggae sous le surnom Dancehall Queen Junko (ou parfois simplement Junko après la réattribution du titre), elle participe depuis à des clips, spectacles et concerts "sound system" de musique reggae dans le monde entier, y compris en France,,. Elle donne également des cours de cette danse au Japon, et y sort des DVD d'apprentissage ou de démonstration en tant qu'artiste et productrice, la popularisant là-bas de même que la culture jamaïcaine. Un reportage télévisé est consacré à Junko dans un numéro de l'émission anglaise Japanorama diffusé le 21 septembre 2006 sur BBC Three.

## DVD
- 2006/02/14 : High School Dancehall - DVD Magazine Volume 1 - Produced By Junko
- 2006/08/10 : Dance Style Reggae 2 - Junko
- 2008/03/25 : Dance Hall Queen Junko presents: Reggae Channel - World Dance